# Graptopetalum macdougallii

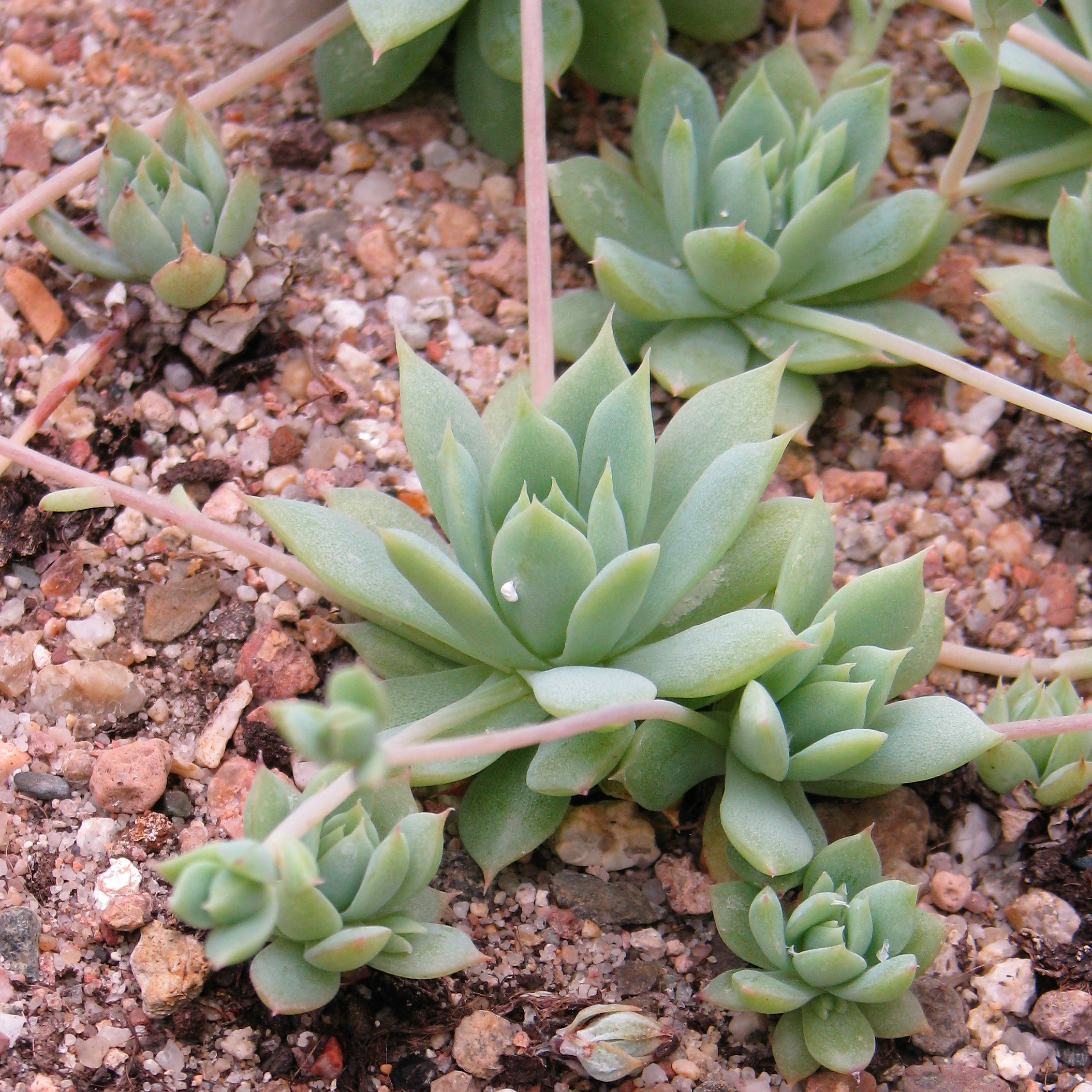
Graptopetalum macdougallii

Graptopetalum macdougallii és una espècie de planta suculenta del gènere Graptopetalum, de la família de les Crassulaceae.

## Descripció
És una planta suculenta perenne, amb les fulles que formen rosetes. Pot formar densos cúmuls de fins a 1 m mitjançant estolons curts i brots o tiges basals axil·lars. Té una coloració blau-blanc brillant proporcionada per una pols cerosa protectora que cobreix les fulles suculentes.
Cada roseta abraçada al terra conté fins a 50 fulles i fa de 2 a 7 cm de diàmetre. Les fulles que s'estenen durant la temporada de creixement, s'apropen durant l'estació seca, arquejades cap a l'interior de manera que les puntes es trobin al centre de la roseta.
Les fulles, de 25 a 35 mm de llarg, i de 8 15 mm d'ample, són arrodonides, en forma de llengua a semiespatulades, de brillant color blavós a verdós, glauques, i fortament apuntades a l'àpex, amb la punta fins a 2 mm de llarg, amb l'anvers pla i el revers lleugerament convex.
La inflorescència té una tija de 5 a 15 cm d'alçada, ramificada, cada branca de 1,5 a 3 cm de llarg, amb unes 10 flors en total.
Flors en forma d'estrella de 5 puntes, amb franges vermelles, de 2 a 2,5 cm de diàmetre. Floreixen a finals d'hivern o començament de primavera.

## Distribució
Espècie endèmica de les muntanyes a l'oest de Tehuantepec, a l'estat de Oaxaca, Mèxic. Està aïllada geogràficament de les altres espècies de Graptopetalum.
Creix un roques lleugerament a l'ombra, o rarament epifítica, a 1150-2100 m d'altitud.
La seva població es veu amenaçada per col·leccions de plantes utilitzades com a decoració de Nadal a la ciutat de Tehuantepec i voltants.

## Cultiu
Graptopetalum macdougallii hibrida fàcilment amb altres espècies de Graptopetalum i també amb plantes d'altres gèneres relacionats com Echeveria, Pachyphytum, Sedum i possiblement d'altres.
Tolera el plè sol i la sequera, però prefereix mitja ombra i regs regulars (quan la terra ja estigui seca) a l'estiu. Suporta curtes gelades de fins a -5 °C. Es reprodueix fàcilment per divisió de plançons o fulles. No florirà tret que estigui hivernada durant almenys un mes a 15 ° C o menys.
S'utilitza molt en rocalles, jardins de grava, petits contenidors...

## Taxonomia
Graptopetalum macdougallii va ser descrita per Alexander, Edward Johnston i publicada a Cactus and Succulent Journal 12: 161, f. 1940.

### Etimologia
Graptopetalum: nom genèric que deriva de les paraules gregues: γραπτός (graptos) per a "escrits", pintats i πέταλον (petalon) per a "pètals" on es refereix als pètals generalment tacats.
macdougallii: epítet atorgat en honor del botànic nord-americà Thomas (Tom) MacDougall, que va recollir aquesta planta el gener de 1938 a Oaxaca.